# مهدی قایدی
مهدی قایدی (زادهٔ ۱۴ آذر ۱۳۷۷) بازیکن فوتبال اهل ایران است که در پست وینگر در باشگاه فوتبال کلبا در لیگ برتر امارات متحده عربی بازی می‌کند.

## دوران باشگاهی

### ایران‌جوان
قایدی فوتبال خود را از تیم‌های پایه باشگاه ایران‌جوان آغاز کرد و توانست در فصل ۹۶–۱۳۹۵ به تیم اصلی این باشگاه راه پیدا کند. وی در نخستین فصل بازی برای بزرگسالان توانست ۱۰ گل برای به ثمر برساند و عنوان پدیده لیگ آزادگان را نیز در آن سال کسب کرد.

### استقلال

#### ۹۷–۱۳۹۶
پس‌از درخشش وی در لیگ آزادگان، باشگاه استقلال برای جذب وی دست به‌کار شد و او در نهایت با قراردادی ۵ ساله در ۱۷ تیر ۱۳۹۶ به استقلال پیوست.
وی نخستین بازی رسمی خود برای این تیم را در ۱۳ مرداد ۱۳۹۶ در هفتهٔ دوم لیگ برتر در فصل ۹۷–۱۳۹۶ مقابل استقلال خوزستان انجام داد. وی در این بازی در دقیقهٔ ۶۴ به‌جای امید نورافکن وارد زمین شد و با حرکات تکنیکی خود، نمایش درخشانی از خود نشان داد. از این رو هواداران استقلال به او لقب «باشو کوچک» را داده‌اند.

#### ۹۸–۱۳۹۷

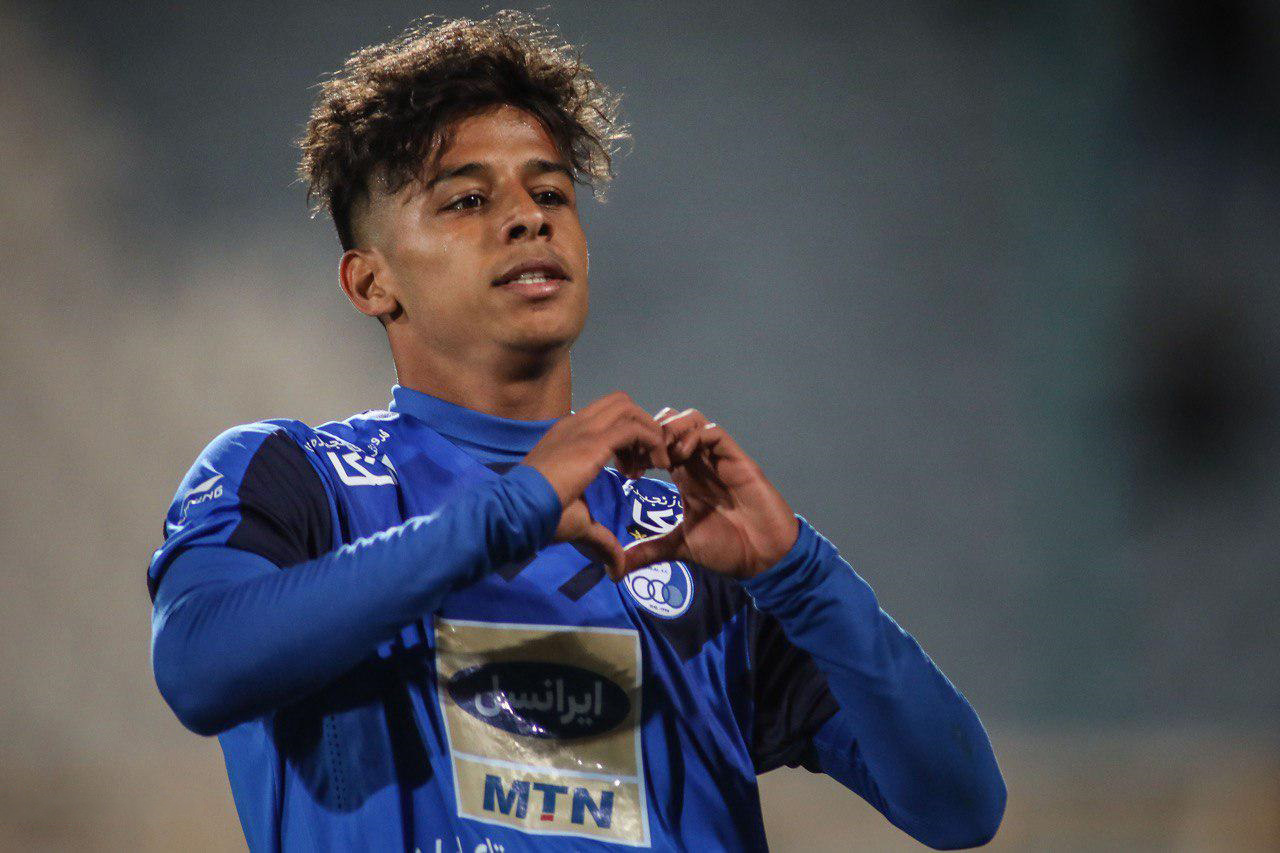
قایدی در حال خوشحالی بعد از گل مقابل ماشین‌سازی

قایدی در هفتهٔ ششم لیگ برتر و بازی مقابل نفت مسجدسلیمان اولین گل خود را در این فصل در دقیقهٔ ۲۹ برای استقلال به ثمر رساند.
او پیش از بازی برابر سایپا به یک‌باره تمرین استقلال را رد کرد و توسط وینفرد شفر از استقلال اخراج شد اما در ادامه و با وساطت فرهاد مجیدی دوباره به تمرینات بازگشت و دومین گل فصل و دومین گل خود برای استقلال را روی پاس‌گل آیاندا پاتوسی در برابر نفت مسجدسلیمان به ثمر رساند.
وی همچنین بعد از اخراج وینفرد شفر و سرمربی شدن فرهاد مجیدی به ترکیب اصلی استقلال رسید و سومین گل خود را برای استقلال در هفتهٔ سی‌ام لیگ برابر سپیدرود به ثمر رساند. او در این فصل ۳ گل زد و در لیگ قهرمانان آسیا هم برابر الهلال به میدان رفت.

#### ۹۹–۱۳۹۸

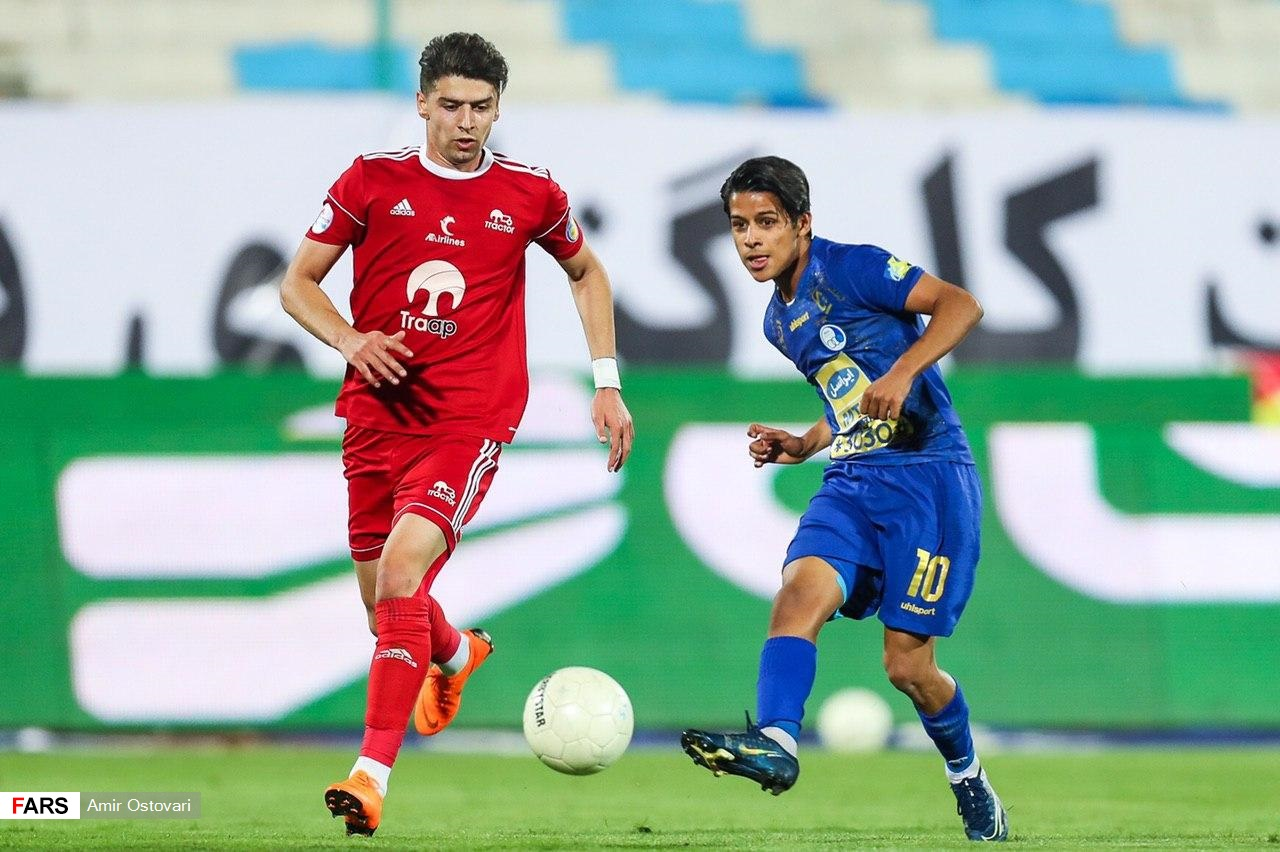
قایدی در حال بازی برای استقلال در سال ۱۳۹۸

مهدی قایدی در این فصل پیراهن شمارهٔ ۱۰ را بر تن کرد و در بازی استقلال مقابل ماشین‌سازی در هفتهٔ اول لیگ نوزدهم به صورت تعویضی به میدان آمد و توانست در بازی با نفت مسجدسلیمان اولین گل فصل خود را به ثمر برساند، او که در ابتدای فصل به هواداران قول زدن ۱۰ گل در این فصل را داده بود موفق شد قول خود را عملی کند و ۱۰ گل با پیراهن این در لیگ برتر به ثمر برساند.

### ۱۴۰۰–۱۳۹۹

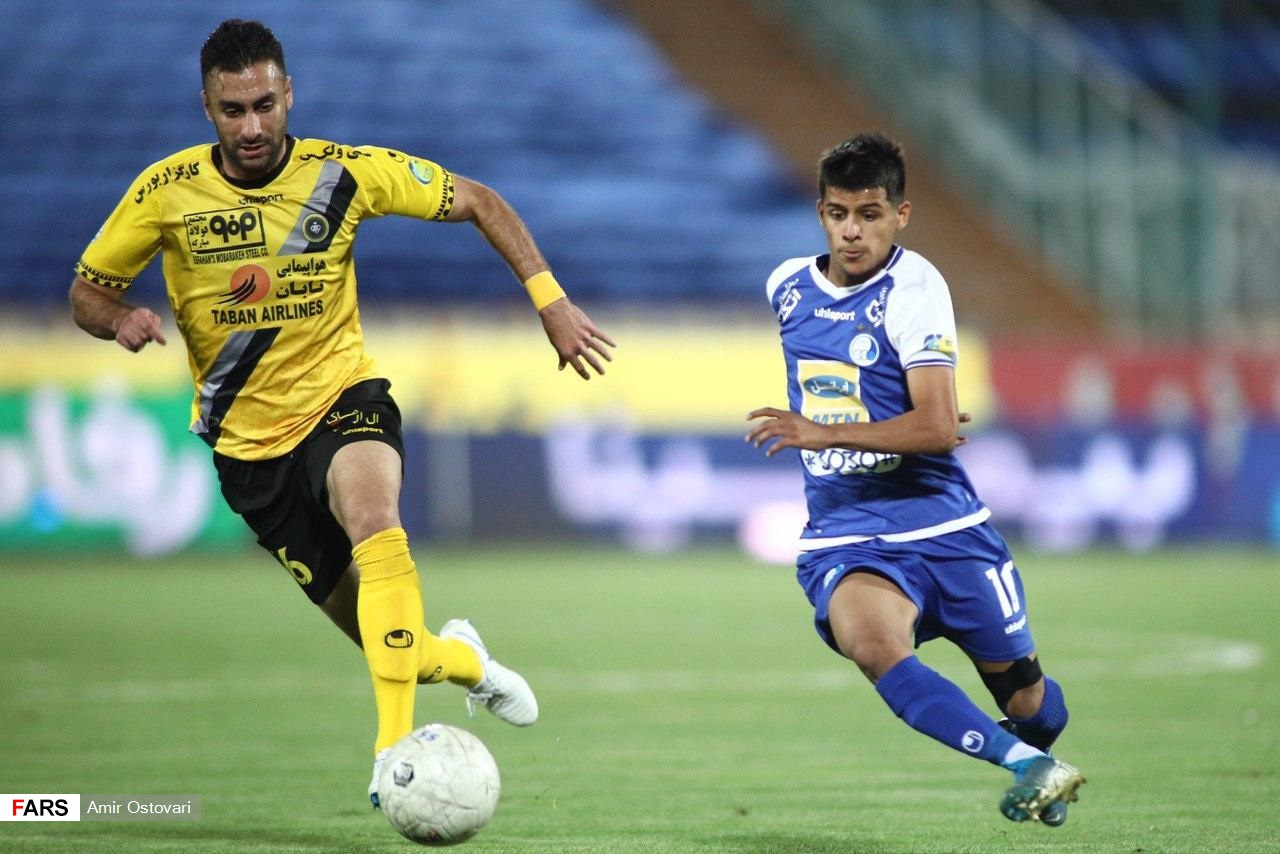
قایدی در حال بازی برای استقلال در سال ۱۳۹۹

در این سال مهدی قایدی عملکرد خوبی از خود به نمایش گذاشت و در نهایت ۹ گل به ثمر رساند و بهترین گلزن استقلال در طول فصل بود. وی همچنین با درخشش در لیگ قهرمانان آسیا و گلزنی در مقابل الاهلی عربستان و الدحیل نام خود را بر سر زبان‌ها انداخت.

### شباب الاهلی

#### ۰۱–۱۴۰۰
در این سال قایدی همراه با احمد نوراللهی به شباب الاهلی پیوست. مهدی قایدی در حالی که بازیکن کلیدی استقلال بود به دلیل مشکلات مالی باشگاه، توسط احمد مددی مدیرعامل وقت استقلال، با مبلغ ۱ میلیون و ۶۰۰ هزار دلار به باشگاه اماراتی فروخته‌شد. قایدی در هفتهٔ چهارم لیگ امارات، در مقابل الشارجه به صورت بازیکن تعویضی وارد زمین شد و در دقیقهٔ ۴۸ موفق به گلزنی شد و به این ترتیب وی اولین گل خود را با پیراهن این تیم به ثمر رساند. سرمربی شباب الاهلی در انتهای فصل علیرغم عملکرد خوب قایدی در این تیم، اعلام کرد که به او نیازی ندارد.

#### ۰۲–۱۴۰۱

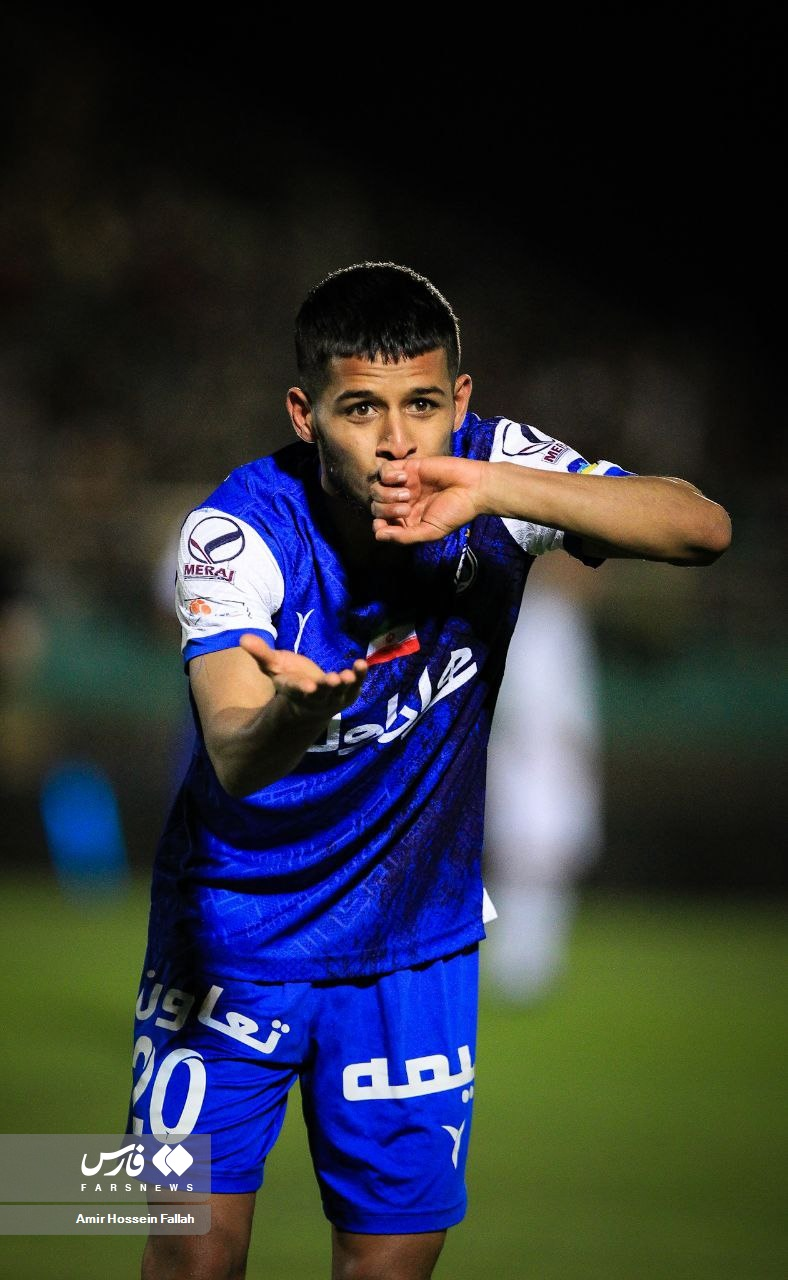
قایدی در حال بازی برای استقلال در سال ۱۴۰۱

در ۲۳ مرداد ۱۴۰۱؛ قایدی با عقد قراردادی قرضی و یکساله به استقلال پیوست. قایدی در اولین بازی‌اش در مقابل ملوان توانست یک گل را به ثمر رساند و یک پنالتی هم کسب کرد که به عنوان بهترین بازیکن زمین انتخاب شد. قایدی در بازی یک‌هشتم جام حذفی توانست برای استقلال دو پنالتی بگیرد که کوین یامگا توانست هر دو پنالتی استقلال را برابر تراکتور را تبدیل به گل کند تا استقلال به مرحلهٔ یک چهارم نهایی جام حذفی صعود کند. قایدی در هفتهٔ بیست و ششم لیگ برتر توانست دو پنالتی بگیرد و یک گل و یک پاس گل به ثمر برساند. مهدی قایدی به انتخاب کاربران خبر ورزشی به عنوان برترین بازیکن هفتهٔ بیست و ششم انتخاب شد قایدی با گرفتن دو پنالتی برابر هوادار توانست با ۱۱ پنالتی برای استقلال در تاریخ لیگ برتر رکورد پنالتی‌گیرترین بازیکن استقلال در تاریخ لیگ برتر خلیج فارس که در اختیار فرهاد مجیدی بود را بشکند.
در آخر فصل مهدی قایدی با آمار ۱۲ گل و ۴ پاس گل استقلال را ترک کرد.
استقلال در این فصل با هدایت ریکاردو ساپینتو، قهرمان سوپر جام شد و در رتبه سوم لیگ برتر قرار گرفت و در جام حذفی هم نایب‌قهرمان شد.

#### ۰۳–۱۴۰۲
مهدی قایدی پس از یک فصل موفق در استقلال به صورت قرضی به الاتحاد کلبا پیوست تا دوباره شاگرد فرهاد مجیدی شود. در اولین تجربه بازی با پیراهن الاتحاد کلبا در یک بازی دوستانه مهدی توانست ۳ گل به ثمر برساند و سه پاس گل بدهد و همچنین در اولین بازی رسمی خودش در مقابل الشارجه در لیگ برتر امارات در هر ۳ گل الاتحاد کلبا به حریفش تأثیر مستقیم داشت
آمار فصل ۲۵–۲۰۲۴ در الاتحاد کلباء
در پایان فصل لیگ برترفوتبال امارات کودجو لابا ( با ۲۰ گل زده ) از العین و عمر خربین ( با ۱۷ گل زده) از الوحده نفرات اول و دوم و مهدی قایدی با ۱۶ گل زده سومین گلزن برتر لیگ برتر فوتبال امارات را به دست آوردند همچین قایدی با ۷ پاس گل به عنوان سومین پاسور فصل لیگ برتر فوتبال امارات را به دست آورد. این بازیکن در مجموع با تاثیر گذاری در ۲۳ گل برای تیم الاتحاد کلبا به عنوان دومین بازیکن با بیشترین گل و پاس گل در این فصل لیگ برتر فوتبال امارات انتخاب شود  نفر اول این رده بندی کودجو لابا از العین با ۲۴ تاثیرگذاری در گل و نفر سوم عمر خربین از الوحده با ۲۱ تأثیرگذاری در گل به این عنوان دست یافتند.
نامزدی برترین بازیکن فصل فوتبال امارات
مهدی قایدی بازیکن الاتحاد کلبا در کنار عمر خربین ، فراس بن العربی ، کودجو لابا ، کارتابیا ، الیخاندرو روبیرو ، فابیو لیما ، کایو لوکاس فرناندس ، نبیل فقیر و سردار آزمون مهاجم الشباب الاهلی به عنوان ده نامزد نهایی برای تصاحب توپ طلای فوتبال امارات فصل ۲۰۲۵-۲۰۲۴ (برترین بازیکن فصل فوتبال امارات) انتخاب شدند.

#### بهترین گلزن ایرانی در یک فصل لیگ امارات
مهدی قایدی با گلزنی برای الاتحاد کلبا در برابر النصر امارات در هفتهٔ بیست و یکم لیگ برتر امارات تعداد گل‌هایش را در یک فصل به عدد ۱۳ رساند تا «بهترین گلزن ایرانی در یک فصل لیگ امارات» لقب بگیرد.

### النصر
مهدی قایدی پس از دو سال استثنایی در الاتحاد کلباء مورد توجه باشگاه‌های اماراتی قرار گرفت باشگاه النصر امارات پس از مذاکره با مدیران شباب الاهلی توانست شرایط انتقال قطعی مهدی قایدی را فراهم کند و این ستاره ملی‌پوش و آینده‌دار ایرانی را جذب کند، قرارداد او به مدت سه سال است.

## سبک بازی
قائدی اغلب از مهارت لایی زدن در موقعیت‌های تک به تک استفاده می‌کند. او به خاطر شوت‌های از راه دور و مهارت‌های دریبل‌زنی‌اش شناخته شده است.

## آمار باشگاهی

### باشگاهی
| عملکرد             | عملکرد                                    | عملکرد             | لیگ  | لیگ | جام  | جام | قاره‌ای | قاره‌ای | سوپرجام | سوپرجام | سایر | سایر | مجموع | مجموع |
| باشگاه             | فصل                                       | لیگ                | بازی | گل  | بازی | گل  | بازی   | گل     | بازی    | گل      | بازی | گل   | بازی  | گل    |
| ------------------ | ----------------------------------------- | ------------------ | ---- | --- | ---- | --- | ------ | ------ | ------- | ------- | ---- | ---- | ----- | ----- |
| ایرانجوان          | ۱۷–۲۰۱۶                                   | لیگ آزادگان        | ۲۹   | ۱۰  | ۰    | ۰   | –      | –      | –       | –       | –    | –    | ۲۹    | ۱۰    |
| مجموع ایران‌جوان    | مجموع ایران‌جوان                           | مجموع ایران‌جوان    | ۲۹   | ۱۰  | ۰    | ۰   | –      | –      | –       | –       | –    | –    | ۲۹    | ۱۰    |
| استقلال            | ۱۸–۲۰۱۷                                   | لیگ برتر           | ۱۲   | ۲   | ۲    | ۰   | ۱      | ۰      | –       | –       | –    | –    | ۱۵    | ۰     |
| استقلال            | ۱۹–۲۰۱۸                                   | لیگ برتر           | ۱۰   | ۳   | ۲    | ۰   | ۳      | ۰      | –       | –       | –    | –    | ۱۵    | ۳     |
| استقلال            | ۲۰–۲۰۱۹                                   | لیگ برتر           | ۳۰   | ۱۰  | ۵    | ۲   | ۶      | ۳      | –       | –       | –    | –    | ۴۱    | ۱۵    |
| استقلال            | ۲۱–۲۰۲۰                                   | لیگ برتر           | ۲۹   | ۶   | ۵    | ۰   | ۶      | ۳      | –       | –       | –    | –    | ۴۰    | ۹     |
| استقلال            | ۲۳–۲۰۲۲                                   | لیگ برتر           | ۲۹   | ۱۲  | ۵    | ۰   | –      | –      | ۱       | ۰       | –    | –    | ۳۵    | ۱۲    |
| مجموع استقلال      | مجموع استقلال                             | مجموع استقلال      | ۱۱۰  | ۳۱  | ۱۹   | ۲   | ۱۶     | ۶      | ۱       | ۰       | –    | –    | ۱۴۶   | ۳۹    |
| شباب الاهلی        | ۲۲–۲۰۲۱                                   | لیگ برتر امارات    | ۲۲   | ۴   | ۳    | ۱   | ۱      | ۰      | ۱       | ۰       | ۲    | ۰    | ۲۹    | ۵     |
| مجموع شباب الاهلی  | مجموع شباب الاهلی                         | مجموع شباب الاهلی  | ۲۲   | ۴   | ۳    | ۱   | ۱      | ۰      | ۱       | ۰       | ۲    | ۰    | ۲۹    | ۵     |
| الاتحاد کلبا       | ۲۴–۲۰۲۳                                   | لیگ برتر امارات    | ۲۵   | ۱۲  | ۳    | ۳   | –      | –      | –       | –       | ۶    | ۱    | ۳۴    | ۱۶    |
| الاتحاد کلبا       | [[لیگ برتر فوتبال امارات ۲۵–۲۰۲۴\|۲۵–۲۰۲۴ | لیگ برتر امارات    | ۲۳   | ۱۶  | ۲    | ۲   | –      | –      | –       | –       | ۱    | ۰    | ۲۶    | ۱۸    |
| مجموع الاتحاد کلبا | مجموع الاتحاد کلبا                        | مجموع الاتحاد کلبا | ۴۸   | ۲۸  | ۵    | ۵   | –      | –      | –       | –       | ۷    | ۱    | ۶۰    | ۳۴    |
| مجموع آمار         | مجموع آمار                                | مجموع آمار         | ۲۰۹  | ۷۳  | ۲۷   | ۸   | ۱۷     | ۶      | ۲       | ۰       | ۹    | ۱    | ۲۶۴   | ۸۸    |

## دوران ملی

### جوانان ایران
قایدی به تیم ملی زیر ۲۰ سال ایران برای شرکت در جام جهانی زیر بیست سال ۲۰۱۷، تحت سرمربی‌گری امیرحسین پیروانی دعوت شد. قایدی پس از نشستن روی نیمکت برای بازی مقدماتی ایران مقابل کاستاریکا، اولین مسابقه خود را در برابر زامبیا به میدان رفت و در این بازی ۱۸ دقیقه بازی کرد. او همچنین برای چند دقیقه در برابر پرتغال بازی کرد اما مصدوم و از مسابقه خارج شد.

### ایران
قایدی اولین بار در زمان دراگان اسکوچیچ به تیم ملی ایران دعوت شد و در شهریور ۱۳۹۹ در دقایق پایانی بازی برابر ازبکستان به میدان آمد تا بدین ترتیب اولین بازی ملی خود را انجام دهد. قایدی در آبان همان سال در دقایق پایانی برابر بوسنی هرزگوین به میدان رفت و موفق شد در دومین بازی ملی اولین گل ملی خودش را به ثبت برساند و ایران آن بازی را ۲–۰ برنده شود.
قایدی در مقدماتی جام جهانی فوتبال ۲۰۲۲ در بازی ایران مقابل کامبوج که نتیجه بازی ۱۰–۰ به نفع ایران بود، موفق به زدن یک گل، یک پاس گل و کسب یک پنالتی شد که بهترین بازیکن زمین شد.

#### مسابقات قهرمانی فوتبال آسیای مرکزی
وی با سرمربیگری امیر قلعه‌نویی توانست همراه با تیم ملی ایران عنوان قهرمانی اولین دوره مسابقات قهرمانی فوتبال آسیای مرکزی ۲۰۲۳ را کسب کند.

#### مسابقات چهارجانبه اردن ۲۰۲۳
تیم ملی ایران با هدایت امیر قلعه‌نویی با پیروزی سه بر یک برابر اردن در نیمه نهایی و پیروزی چهار بر صفر برابر قطر در فینال جام اردن، عنوان قهرمانی این تورنمنت را کسب کرد.

#### جام ملت‌های آسیا ۲۰۲۳
قایدی در جام ملت‌های آسیا ۲۰۲۳ به تیم ملی دعوت شد و در بازی‌های دوستانه پیش از جام ملت‌ها در مقابل بورکینافاسو و اندونزی به میدان رفت، و موفق به زدن دو گل به اندونزی شد.
قایدی در اولین بازی ایران در مرحله گروهی جام ملت‌ها در مقابل فلسطین ۴۵ دقیقه بازی کرد و توانست گل سوم ایران را به ثمر برساند و توانست محکی در آن بازی بزند تا در نهایت این بازی با نتیجه ۴–۱ به نفع ایران به پایان رسید. مهدی قایدی در دومین بازی مرحله گروهی ۶۵ دقیقه در مقابل هنگ کنگ بازی کرد و در دقیقهٔ ۲۴، تک گل ایران را در این بازی به ثمر رساند و با این گل سه امتیازی، ایران به مرحله حذفی این رقابت‌ها صعود کرد. قایدی با درخشش در این تورنمنت در تیم منتخب جام ملت‌های آسیا ۲۰۲۳ قرار گرفت.

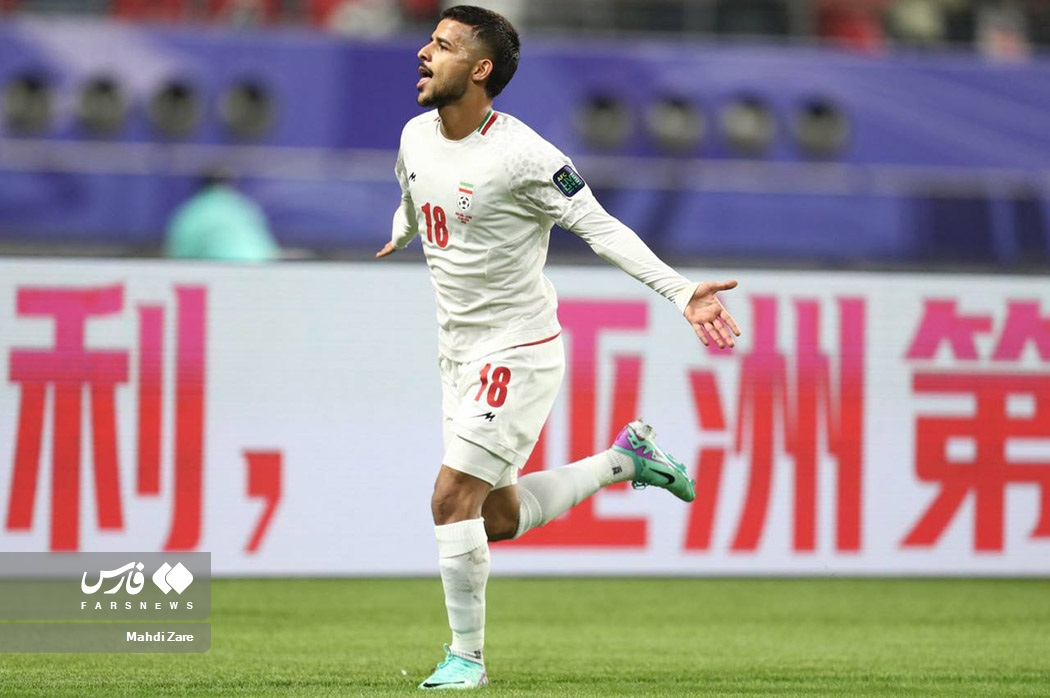
مهدی قایدی پس از گلزنی مقابل هنگ کنگ در جام ملت‌های آسیا ۲۰۲۳

## آمار ملی

### بازی‌های ملی
تا تاریخ ۲۵ مارس ۲۰۲۵
| ایران | ایران | ایران | ایران  |
| سال   | بازی  | گل    | پاس گل |
| ----- | ----- | ----- | ------ |
| ۲۰۲۰  | ۲     | ۱     | ۰      |
| ۲۰۲۱  | ۶     | ۱     | ۱      |
| ۲۰۲۳  | ۲     | ۰     | ۰      |
| ۲۰۲۴  | ۱۵    | ۷     | ۲      |
| ۲۰۲۵  | ۲     | ۰     | ۰      |
| مجموع | ۲۷    | ۹     | ۳      |

#### تفکیک گل‌های ملی

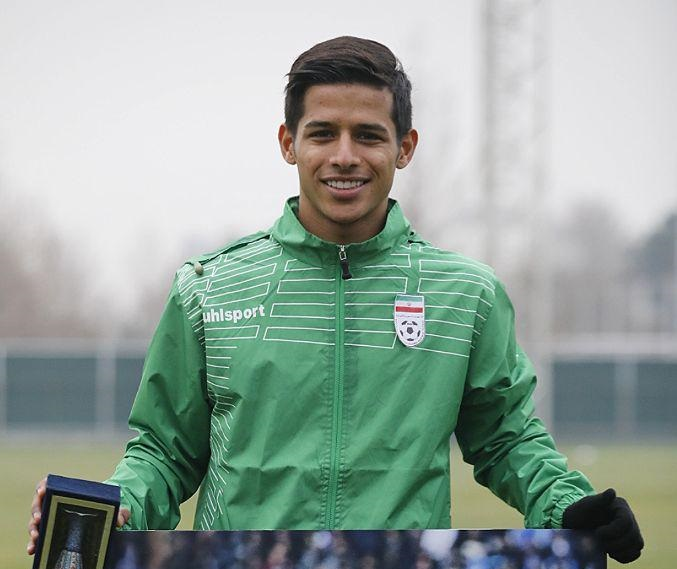
قایدی در تمرین تیم ملی فوتبال ایران

| شماره | تاریخ           | میزبان  | بازی ملی | حریف      | نتیجه | رقابت                  |
| ----- | --------------- | ------- | -------- | --------- | ----- | ---------------------- |
| ۱     | ۱۲ نوامبر ۲۰۲۰  | سارایوو | ۲        | بوسنی     | ۲–۰   | دوستانه                |
| ۲     | ۱۱ ژوئن ۲۰۲۱    | رفاع    | ۴        | کامبوج    | ۱۰–۰  | مقدماتی جام جهانی ۲۰۲۲ |
| ۳     | ۹ ژانویه ۲۰۲۴   | الریان  | ۱۲       | اندونزی   | ۵–۰   | دوستانه                |
| ۴     | ۹ ژانویه ۲۰۲۴   | الریان  | ۱۲       | اندونزی   | ۵–۰   | دوستانه                |
| ۵     | ۱۴ ژانویه ۲۰۲۴  | الریان  | ۱۳       | فلسطین    | ۴–۱   | جام ملت‌های آسیا ۲۰۲۳   |
| ۶     | ۱۹ ژانویه ۲۰۲۴  | الریان  | ۱۴       | هنگ کنگ   | ۱–۰   | جام ملت‌های آسیا ۲۰۲۳   |
| ۷     | ۲۶ مارس ۲۰۲۴    | عشق‌آباد | ۱۸       | ترکمنستان | ۱–۰   | مقدماتی جام جهانی ۲۰۲۶ |
| ۸     | ۱۰ سپتامبر ۲۰۲۴ | العین   | ۲۱       | امارات    | ۱–۰   | مقدماتی جام جهانی ۲۰۲۶ |
| ۹     | ۱۴ نوامبر ۲۰۲۴  | وینتیان | ۲۴       | کرهٔ شمالی | ۳–۲   | مقدماتی جام جهانی ۲۰۲۶ |

## حواشی

### سانحهٔ رانندگی
مهدی قایدی در ۹ بهمن ۱۳۹۶ در حالی که برای کارهای مربوط به دانشگاهش به بوشهر رفته بود در حادثه رانندگی مصدوم و روانه بیمارستان خلیج فارس شد. او به همراه برخی دوستانش سوار بر ماشین در حال برگشت از تماشای مسابقات فوتبال ساحلی بودند که خودروی آنها در اتوبان امام علی بوشهر واژگون می‌شود و منجر به جراحت شدید سرنشینان شامل سه پسر و یک دختر شد که در نهایت یک نفر نیز در این سانحه فوت کرد. مطابق گزارش‌ها قایدی که فاقد گواهی‌نامه رانندگی بود پشت فرمان یک دستگاه تویوتا پرادو بوده و علت سانحه نیز کورس گذاشتن با خودرویی دیگر اعلام شد. در نهایت مهدی قایدی در دادگاه بدوی مقصر شناخته شد و به یک سال حبس تعزیری و پرداخت سیصد و شصت میلیون تومان دیه محکوم شد.

## افتخارات

### باشگاهی

#### استقلال
- لیگ برتر خلیج فارس نایب‌قهرمانی(۱): ۰۰–۱۳۹۹
- جام حذفی (۱):۹۷–۱۳۹۶؛ نایب‌قهرمانی(۳): ۹۹–۱۳۹۸، ۰۰–۱۳۹۹، ۰۲–۱۴۰۱
- سوپر جام فوتبال ایران (۱): ۱۴۰۱

#### ملی

##### تیم ملی فوتبال ایران
- مسابقات قهرمانی فوتبال آسیای مرکزی ۲۰۲۳[۳۸]
- مسابقات جام چهارجانبه اردن ۲۰۲۳[۳۹]
- مقام سوم جام ملت‌های آسیا ۲۰۲۳[۴۰]

### فردی و شاخص‌ها
- بهترین پاسور لیگ برتر فصل ۹۹–۱۳۹۸ (۸ پاس گل)[۴۱]
- دومین گلزن برتر لیگ برتر فصل ۰۲–۱۴۰۱(۱۲ گل)[۴۲]
- بهترین بازیکن جوان فوتبال آسیا ۲۰۲۰[۴۳]
- بهترین مهاجم سال ۱۳۹۷ از نگاه نوروز فوتبالی
- بهترین وینگر چپ سال ۱۳۹۹ از نگاه نوروز فوتبالی
- بهترین وینگر چپ سال ۱۴۰۱ از نگاه نوروز فوتبالی با آرای کارشناسان
- بهترین وینگر چپ سال ۱۴۰۱ از نگاه نوروز فوتبالی با آرای مردمی
- دیرترین گل تاریخ لیگ برتر خلیج فارس در دقیقه ۱۶+۹۰[۴۴]
- بهترین بازیکن هفته ششم منطقه غرب لیگ قهرمانان آسیا۲۰۲۰[۴۵]
- تیم منتخب لیگ برتر فوتبال ایران فوتبال برتر: ۱۴۰۰–۱۳۹۹[۴۶]
- بهترین بازیکن ماه دسامبر لیگ برتر امارات ۲۴–۲۰۲۳[۴۷]
- تیم منتخب جام ملت‌های آسیا ۲۰۲۳ به انتخابAFC[۴۸]
- نامزد توپ طلا فصل ۲۵–۲۰۲۴ لیگ برتر فوتبال امارات[۴۹]
- بهترین لژیونر سال ۱۴۰۲ از نگاه نوروز فوتبالی با آرای مردمی